# Klitispa nigripennis
Klitispa nigripennis es una especie de insecto coleóptero de la familia Chrysomelidae.
Fue descrita científicamente en 1905 por Weise.